# Primera División Femenina de España 2012-2013
L'edizione 2012-2013 è stata la venticinquesima edizione della Primera División, massima serie del campionato spagnolo femminile di calcio. Il campionato è stato vinto per la seconda volta consecutiva dal Barcellona. Capocannonieri del campionato sono state Sonia Bermúdez, calciatrice del Barcellona, e Natalia Pablos, calciatrice del Rayo Vallecano, con 27 reti realizzate a testa. Sono retrocessi in Segunda División il Llanos de Olivenza e il Lagunak.

## Stagione

### Novità
Il numero di squadre partecipanti al campionato è stato ridotto da 18 a 16. Dalla Primera División 2011-2012 sono stati retrocessi in Segunda División L'Estartit, l'Atlético Málaga, l'El Olivo e il Reocín Racing. Dalla Segunda División sono stati promossi in Primera División il Siviglia e il Levante Badalona.

### Formula
Le 16 squadre si affrontano in un girone all'italiana con partite di andata e ritorno, per un totale di 30 giornate. La squadra prima classificata è campione di Spagna ed è ammessa alla UEFA Women's Champions League, mentre le ultime due classificate retrocedono in Segunda División. Le prime otto classificate sono ammesse alla Copa de la Reina 2013.

## Squadre partecipanti
| Club               | Città               | Stadio                          | Stagione 2011-2012            |
| ------------------ | ------------------- | ------------------------------- | ----------------------------- |
| Athletic Bilbao    | Bilbao              | Impianti di Lezama              | 2º posto in Primera División  |
| Atlético Madrid    | Madrid              | Stadio Cerro del Espino         | 6º posto in Primera División  |
| Barcellona         | Barcellona          | Ciutat Esportiva Joan Gamper    | Campione di Spagna            |
| Collerense         | Palma di Maiorca    | Can Caimari                     | 12º posto in Primera División |
| Espanyol           | Barcellona          | Ciutat Esportiva Dani Jarque    | 3º posto in Primera División  |
| Huelva             | Huelva              | Campos Federativos de La Orden  | 8º posto in Primera División  |
| Lagunak            | Barañain            | Municipal Lagunak               | 13º posto in Primera División |
| Levante            | Valencia            | El Terrer de Paiporta           | 5º posto in Primera División  |
| Levante Badalona   | Sant Joan Despí     | Municipal Les Planes            | Finale in Segunda División    |
| Llanos de Olivenza | Olivenza            | Ciudad Deportiva de Olivenza    | 11º posto in Primera División |
| Prainsa Saragozza  | Saragozza           | Stadio Pedro Sancho             | 9º posto in Primera División  |
| Rayo Vallecano     | Madrid              | Ciutat Esportiva Rayo Vallecano | 4º posto in Primera División  |
| Real Sociedad      | San Sebastián       | Impianti di Zubieta             | 7º posto in Primera División  |
| Sant Gabriel       | Sant Adrià de Besòs | Municipal José Luis Ruiz Casado | 10º posto in Primera División |
| Siviglia           | Siviglia            | Estadio Guadalquivir            | Finale in Segunda División    |
| Valencia           | Valencia            | Municipal de Beniferri          | 14º posto in Primera División |

## Classifica finale
|  | Pos. | Squadra            | Pt | G  | V  | N | P  | GF | GS  | DR   |
|  | ---- | ------------------ | -- | -- | -- | - | -- | -- | --- | ---- |
|  | 1.   | Barcellona         | 76 | 30 | 24 | 4 | 2  | 91 | 13  | +78  |
|  | 2.   | Athletic Bilbao    | 74 | 30 | 23 | 5 | 2  | 84 | 24  | +60  |
|  | 3.   | Atlético Madrid    | 68 | 30 | 20 | 8 | 2  | 70 | 21  | +49  |
|  | 4.   | Levante            | 65 | 30 | 21 | 2 | 7  | 53 | 21  | +32  |
|  | 5.   | Espanyol           | 54 | 30 | 16 | 6 | 8  | 47 | 25  | +22  |
|  | 6.   | Rayo Vallecano     | 49 | 30 | 14 | 7 | 9  | 81 | 48  | +33  |
|  | 7.   | Prainsa Saragozza  | 45 | 30 | 14 | 3 | 13 | 65 | 77  | -12  |
|  | 8.   | Sant Gabriel       | 40 | 30 | 11 | 7 | 12 | 40 | 44  | -4   |
|  | 9.   | Huelva             | 38 | 30 | 11 | 5 | 14 | 41 | 52  | -11  |
|  | 10.  | Real Sociedad      | 33 | 30 | 9  | 6 | 15 | 41 | 44  | -3   |
|  | 11.  | Levante Badalona   | 32 | 30 | 9  | 5 | 16 | 34 | 47  | -13  |
|  | 12.  | Siviglia           | 30 | 30 | 8  | 6 | 16 | 37 | 52  | -15  |
|  | 13.  | Valencia           | 30 | 30 | 9  | 3 | 18 | 29 | 52  | -23  |
|  | 14.  | Collerense         | 29 | 30 | 8  | 5 | 17 | 47 | 77  | -30  |
|  | 15.  | Llanos de Olivenza | 16 | 30 | 3  | 7 | 20 | 30 | 74  | -44  |
|  | 16.  | Lagunak            | 1  | 30 | 0  | 1 | 29 | 13 | 132 | -119 |

Legenda:
      Campione di Spagna, ammessa alla UEFA Women's Champions League 2013-2014 ed alla Copa de la Reina 2013
      Ammesse alla Copa de la Reina 2013
      Retrocesse in Segunda División 2013-2014
Note:
Tre punti a vittoria, uno a pareggio, zero a sconfitta.

## Risultati
|                    | Ath  | Atl  | Bar  | Col  | Esp  | Hue  | Lag  | Lev  | LLP  | Lla  | Pra  | Ray  | Rea  | SGa  | Siv  | Val  |
| ------------------ | ---- | ---- | ---- | ---- | ---- | ---- | ---- | ---- | ---- | ---- | ---- | ---- | ---- | ---- | ---- | ---- |
| Athletic Bilbao    | –––– | 1-2  | 1-2  | 4-0  | 4-1  | 2-1  | 5-0  | 1-0  | 4-0  | 5-0  | 5-2  | 3-2  | 2-1  | 2-0  | 4-0  | 4-0  |
| Atlético Madrid    | 1-1  | –––– | 1-1  | 3-1  | 0-0  | 1-1  | 6-1  | 1-1  | 1-0  | 5-1  | 4-0  | 3-3  | 1-0  | 3-0  | 2-1  | 3-0  |
| Barcellona         | 0-0  | 2-0  | –––– | 5-0  | 1-0  | 4-0  | 6-1  | 4-0  | 4-0  | 4-0  | 6-2  | 0-2  | 4-0  | 7-1  | 2-0  | 4-0  |
| Collerense         | 3-3  | 1-1  | 0-2  | –––– | 1-1  | 3-4  | 5-0  | 0-2  | 3-4  | 1-1  | 4-2  | 2-1  | 4-3  | 0-4  | 1-0  | 4-0  |
| Espanyol           | 1-1  | 1-1  | 2-0  | 0-0  | –––– | 3-0  | 1-0  | 1-2  | 2-0  | 4-1  | 4-0  | 4-0  | 1-3  | 1-2  | 2-0  | 2-0  |
| Huelva             | 1-1  | 0-3  | 0-5  | 2-1  | 0-1  | –––– | 4-1  | 2-0  | 3-0  | 1-1  | 0-2  | 0-2  | 0-1  | 2-1  | 3-0  | 1-0  |
| Lagunak            | 0-4  | 0-8  | 0-11 | 1-2  | 0-1  | 0-5  | –––– | 0-4  | 0-2  | 0-3  | 0-2  | 2-7  | 0-4  | 1-2  | 0-4  | 0-5  |
| Levante            | 0-1  | 1-0  | 0-1  | 4-1  | 0-1  | 1-0  | 7-0  | –––– | 2-0  | 2-0  | 1-0  | 2-1  | 2-1  | 3-1  | 1-2  | 1-0  |
| Levante Las Planas | 1-2  | 1-3  | 0-1  | 1-0  | 0-1  | 0-2  | 1-3  | 0-0  | –––– | 6-0  | 0-1  | 2-5  | 3-0  | 0-0  | 0-0  | 1-0  |
| Llanos de Olivenza | 0-2  | 2-5  | 0-3  | 5-2  | 4-0  | 1-1  | 1-1  | 1-4  | 1-0  | –––– | 1-3  | 0-3  | 0-1  | 2-2  | 2-3  | 1-2  |
| Prainsa Saragozza  | 1-6  | 0-3  | 0-4  | 4-3  | 4-1  | 5-4  | 7-2  | 2-2  | 4-3  | 3-2  | –––– | 1-3  | 2-0  | 2-0  | 1-3  | 3-2  |
| Rayo Vallecano     | 2-4  | 1-2  | 2-2  | 5-0  | 1-4  | 6-0  | 9-0  | 2-3  | 2-2  | 3-1  | 3-3  | –––– | 4-3  | 1-1  | 3-1  | 0-1  |
| Real Sociedad      | 1-2  | 0-1  | 0-3  | 5-1  | 1-1  | 3-0  | 2-1  | 0-1  | 2-0  | 3-0  | 2-2  | 1-1  | –––– | 1-1  | 0-1  | 4-0  |
| Sant Gabriel       | 0-1  | 0-2  | 0-2  | 3-0  | 0-2  | 3-2  | 4-0  | 0-1  | 0-0  | 3-0  | 3-2  | 1-1  | 2-0  | –––– | 3-1  | 1-0  |
| Siviglia           | 1-4  | 0-2  | 1-1  | 1-4  | 1-2  | 0-0  | 4-2  | 0-1  | 2-3  | 2-2  | 2-4  | 1-2  | 1-1  | 2-0  | –––– | 0-0  |
| Valencia           | 1-5  | 0-2  | 0-3  | 1-0  | 1-0  | 1-2  | 4-0  | 0-2  | 0-1  | 2-1  | 4-1  | 2-1  | 1-1  | 2-2  | 0-2  | –––– |